# Pedro Graffigna
Pedro Ariel Graffigna Banhoffer (Montevideo, 23 settembre 1945) è un ex calciatore uruguaiano,  di ruolo centrocampista.

## Biografia
Anche il fratello minore Uruguay Graffigna è stato un calciatore professionista.

## Carriera
Ha giocato 14 partite per la Nazionale uruguaiana tra il 1976 e il 1978.